# Nematocarcinidae
Nematocarcinidae is een familie van kreeftachtigen uit de klasse van de Malacostraca (hogere kreeftachtigen).

## Geslachten
- Lenzicarcinus Burukovsky, 2005
- Lipkius Yaldwyn, 1960
- Macphersonus Burukovsky, 2012
- Nematocarcinus A. Milne-Edwards, 1881
- Nigmatullinus Burukovsky, 1991
- Segonzackomaius Burukovsky, 2011